# Lapphyttan
Lapphyttan, también escrito en ocasiones Lapphyttejarn, es una localidad en  en el municipio de Norberg, en Suecia, conocido por ser un antiguo centro de producción de hierro. Las excavaciones realizadas en las décadas de 1970 y 1980 desenterraron los restos de uno de los primitivos altos hornos más antiguos de Europa, datado entre 1150 y 1350.
Hoy en día, el Museo Medieval de Bergslagen cuenta con un alto horno medieval en Nya Lapphyttan (“nuevo Lapphyttan”). Esta reconstrucción está asociada a la aldea del monte Olsbenning, vinculada al museo local.

## Hamlet Olsbenning
La antigua aldea de montaña de Olsbenning se encuentra aproximadamente a 1,7 km al sur de Lapphyttan. El topónimo está documentado desde 1539, e identificaba a un refugio situado en el mismo lugar. Pero el poblado original es mucho más antiguo, como atestiguan las evidencias arqueológicas relacionadas con los tres hornos de fundición localizados allí, probablemente de origen medieval.
Al comienzo del siglo XVII, dos martinetes estaban operativos allí, gracias a la proximidad de un río que permite el acceso a la energía hidráulica, y algunos campesinos establecieron allí sus granjas. Seis dominios montañosos se remontan a 1722, algunos incluso más antiguos. También funcionaron allí varios altos hornos, siendo el último reconstruido en 1832 y apagado en 1876. En el lugar también se encuentra un aserradero que funcionó hasta bien entrada la década de 1930.
El fuerte interés local por su historia antigua condujo a la creación en 1998 de un ecomuseo dedicado a Bergsmansbyn Olsbenning (la "aldea de montaña de Olsbenning"). Desde el año 2000, este ecomuseo está agrupado con el Nya Lapphyttan. Olsbenning es un típico emplazamiento de montaña, con granjas que consisten en grandes casas de entramado de madera, a veces flanqueadas por pequeños anexos. Estas fincas se distribuyen entre campos y prados.

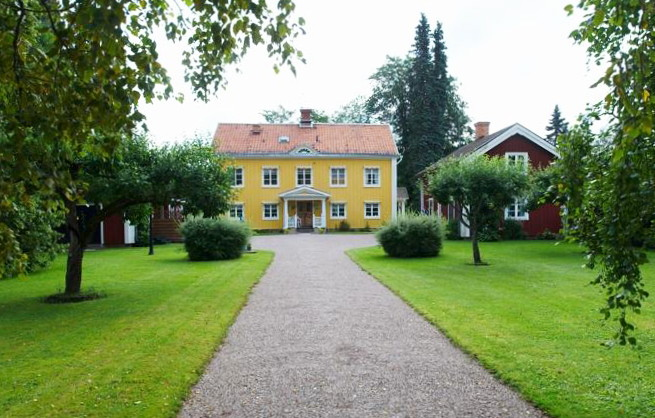
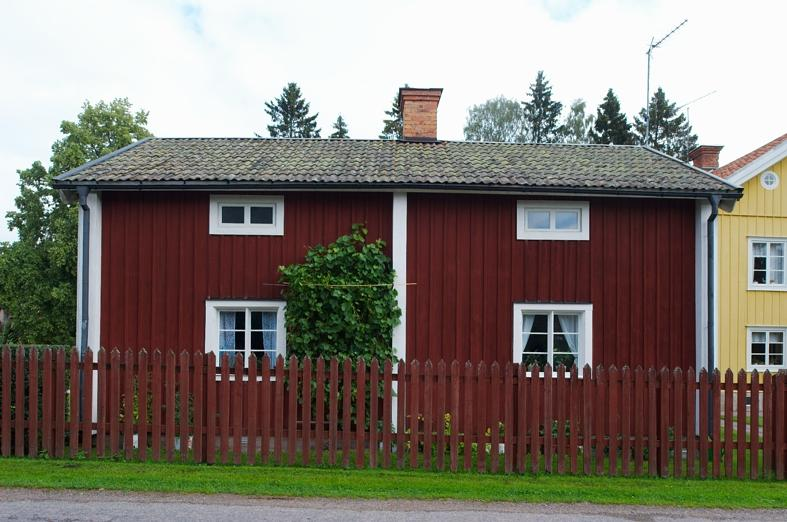
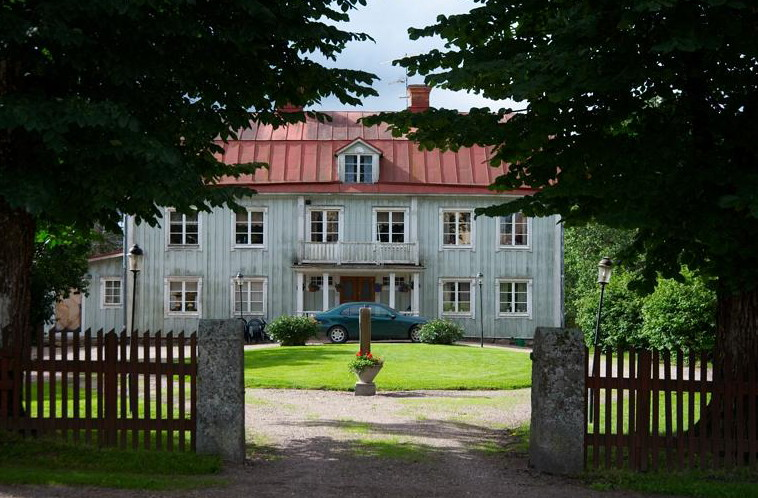
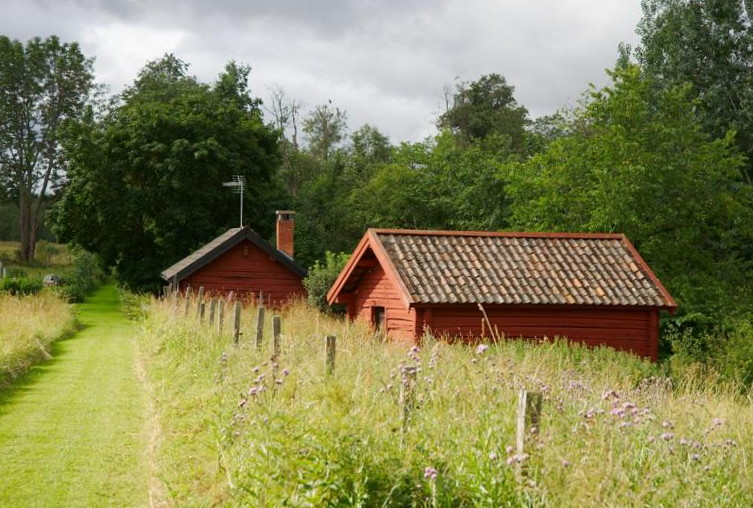

## Laphyttan
La presencia de ocho propietarios compartiendo el taller de afinado de hierro de Lapphyttan sugiere que cumplieron con el carta de 1354 del rey Magnus Eriksson, que regulaba la producción de acero. Esta ley permitía un máximo de ocho copropietarios, y si uno de ellos tenía menos de un octavo, su parte pertenecía al rey. La producción es por tanto colectiva, pero también se incorporaban intereses privados.
Las excavaciones realizadas entre 1978 y 1983 revelaron la existencia de un complejo metalúrgico completo, incluyendo en particular un alto horno, edificios para el almacenamiento de carbón vegetal y mineral de hierro, pozos para el mineral tostado, una vivienda con un establo y ocho hornos de refinación. Los fuelles del alto horno eran accionados por una rueda hidráulica. Allí también se identificaron restos de acequias, y montones de escorias siderúrgicas. La datación por radiocarbono lleva a situar el uso de ciertas partes a finales del 1100, y el resto del complejo a partir del 1200 y 1300, lo que lo convierte en el alto horno europeo más antiguo que se conoce.
Las excavaciones han puesto al descubierto varias bolas de arrabio (gris o blanca) de 1 a 2 cm de diámetro, presentes tanto cerca de los altos hornos como de los hornos afinado. También se descubrió un reguero de hierro fundido solidificado que salía de un alto horno. También se encontraron cerca de 70 bloques de hierro refinado, que contenían algo de fósforo y pesaban de 200 a 300 g cada uno. Fueron identificados como piezas de hierro osmond, que se exportaron a toda Europa con el peso regulado de 300 a 350 g.
El yacimiento de Lapphyttan fue galardonado con el premio "Patrimonio industrial de 2013", con el fin de reconocer la importancia histórica de los descubrimientos realizados en el momento de las excavaciones, así como de los experimentos y reconstrucciones realizadas para comprender mejor la producción medieval de fundición de hierro a gran escala. Este premio distingue tanto el sitio histórico de Lapphyttan como la reconstrucción moderna de Nya Lapphyttan..

Diagrama de los restos del alto horno de Lapphyttan, operativo entre 1150 y 1350
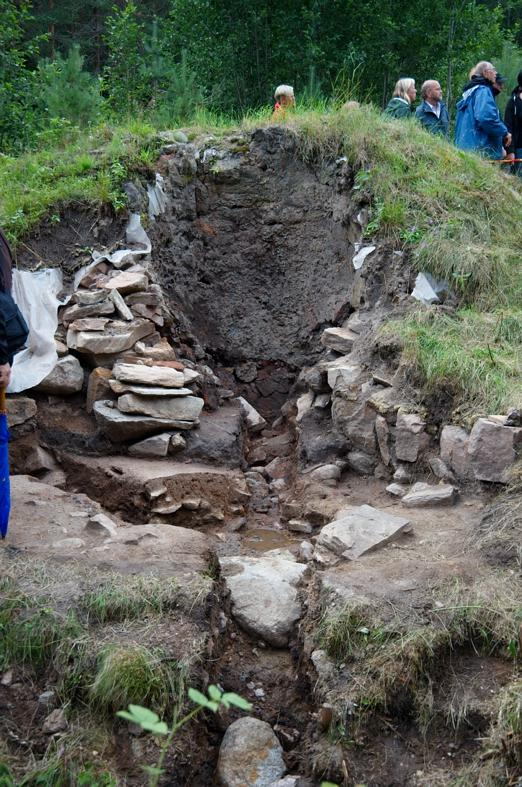
Vestigios de un alto horno en 2009
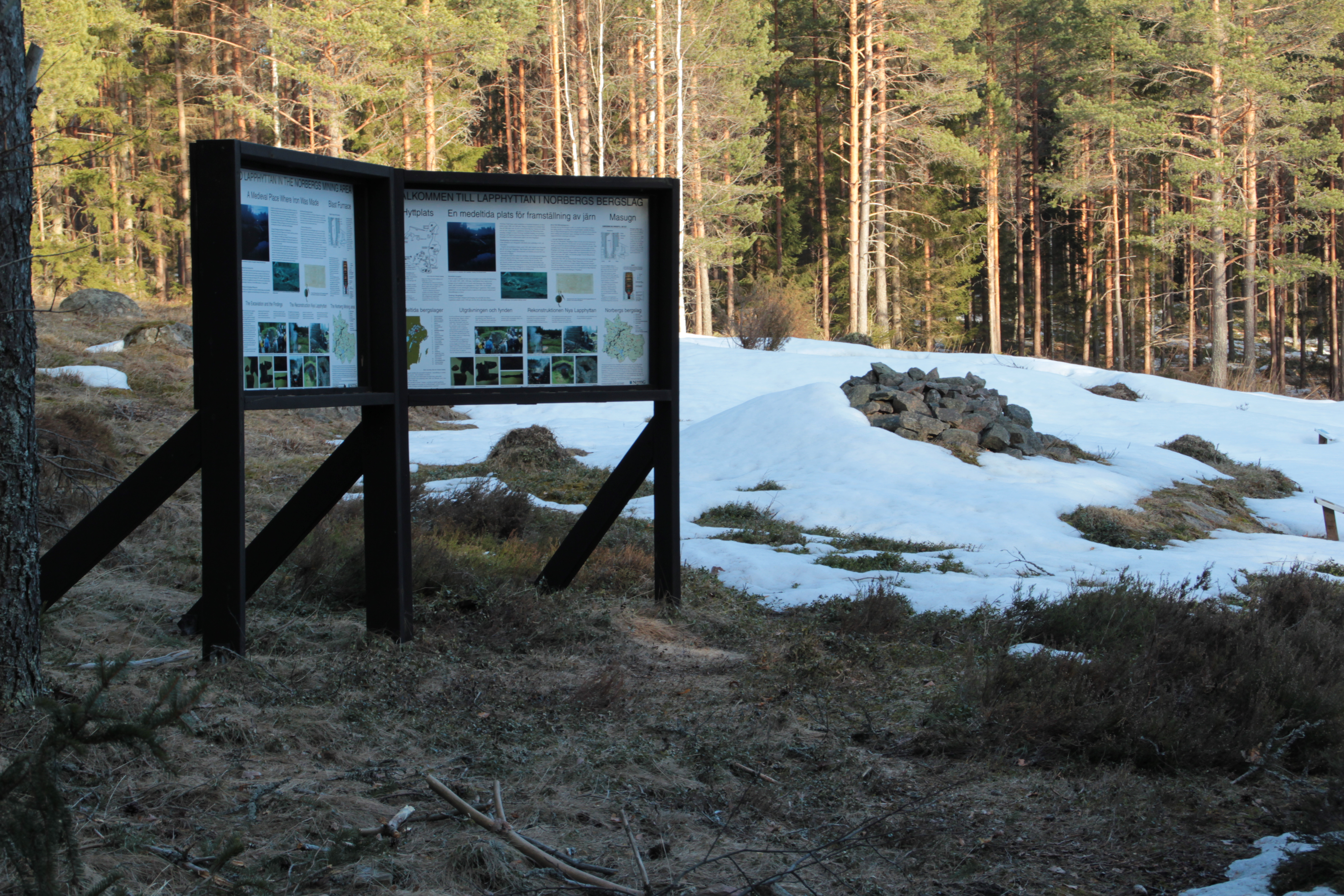
Panel explicativo del yacimiento (2013)
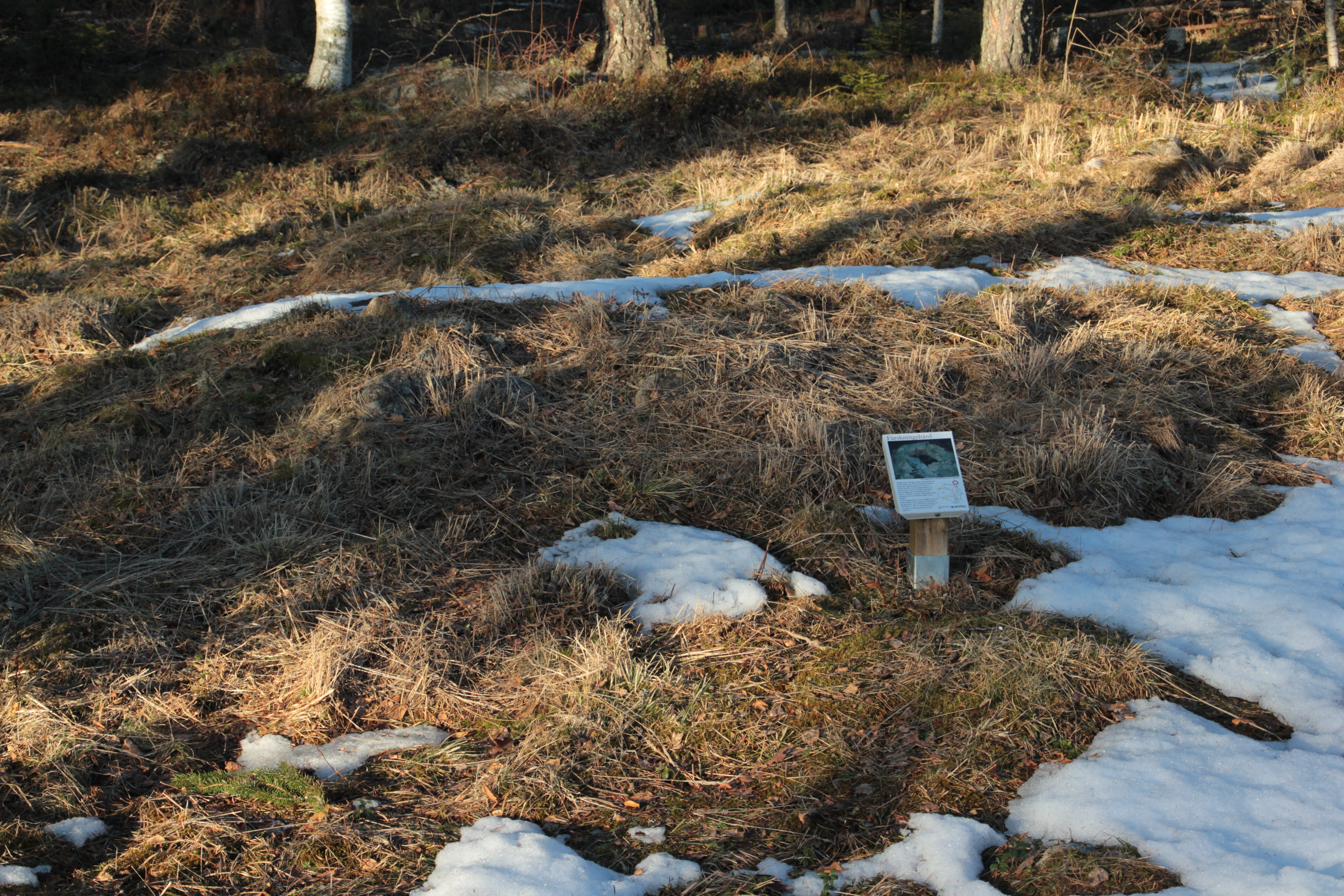
Restos de una solera de afinado (2013)

## Nya Lapphyttan
Nya Lapphyttan (el “nuevo Lapphyttan”) es una reconstrucción del alto horno medieval de Lapphyttan. Data de la década de 1990, habiéndose realizado su primera prueba en 1994, seguida de nuevos intentos en 1996, 1998 y 2002. Estos ensayos no produjeron resultados convincentes, habiéndose obtenido una única lupa cargada de inclusiones, con alguna que otro colada cargada de escoria fundida.
El lugar reproduce el complejo metalúrgico medieval, con los hornos, las fraguas, las áreas de almacenamiento y las casas de los pobladores, tal como era de Lapphyttan en la Edad Media. Se instaló en un almacén un laboratorio, desde el que se dirigieron las campañas de pruebas metalúrgicas realizadas durante varios años, generalmente en verano, que duran de una a dos semanas. El trabajo es supervisado por la asociación Järnet på Lapphyttan. Durante la campaña de otoño de 2012 se logró extraer arrabio fundido del alto horno. Todas estas pruebas fueron seguidas por el Jernkontorets berghistoriska kommitté (el "Comité para la historia de las montañas de Jernkontoret") y son objeto de publicaciones, al igual que otras investigaciones sobre la historia de la metalurgia sueca.
El sitio ha permanecido muy activo. Si no se realizó ninguna prueba en 2014 fue debido al riesgo de incendio forestal. pero en la campaña de 2015 se obtuvo un récord, con aproximadamente 30 kg de arrabio producidos durante el último día. En 2016, se instaló una nueva rueda de paletas, sustituyendo a la primera que había llegado al final de su vida útil. Se construyó de acuerdo con una descripción de Emanuel Swedenborg realizada en el siglo XVIII.

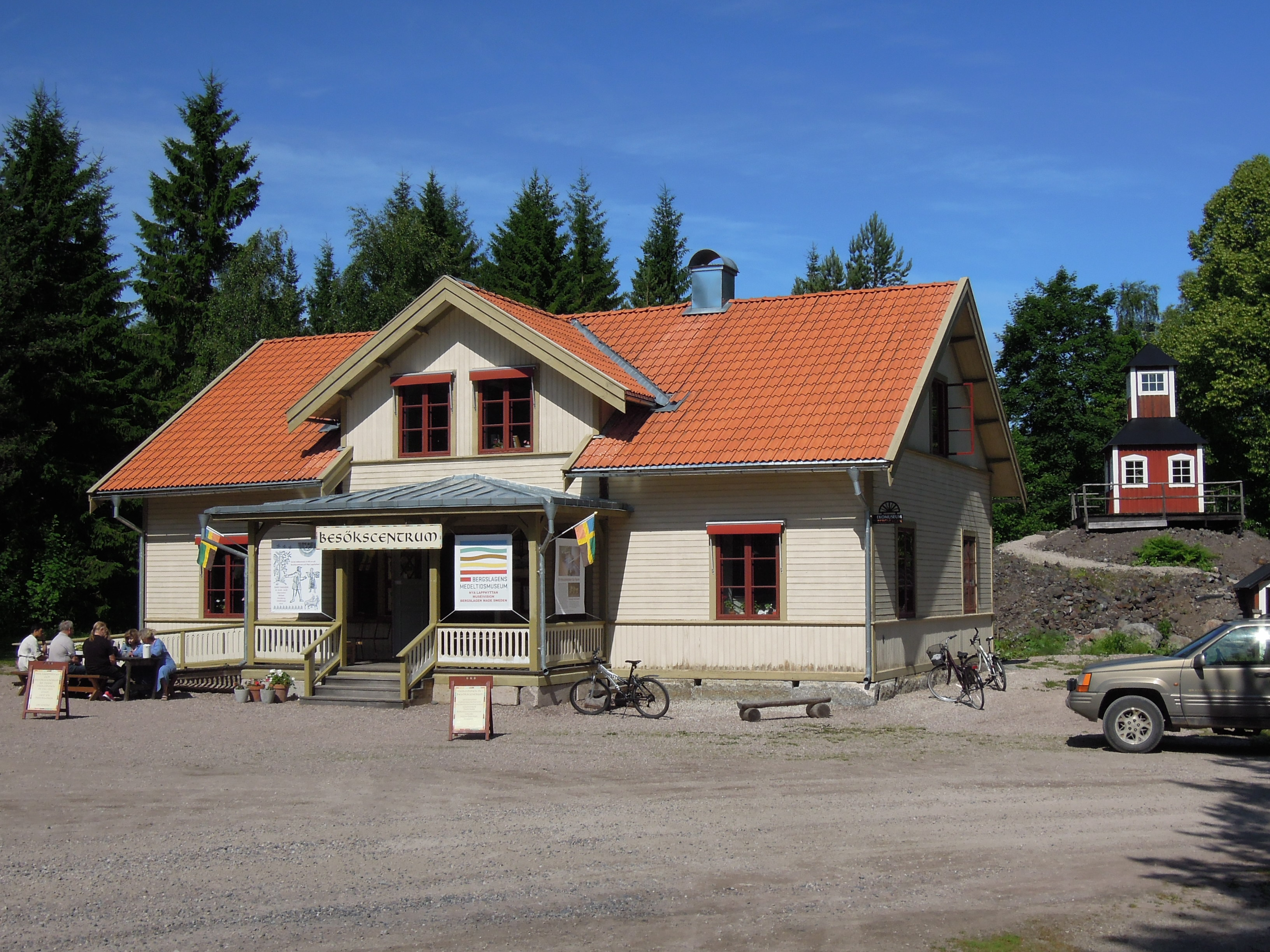
Centro de Visitantes
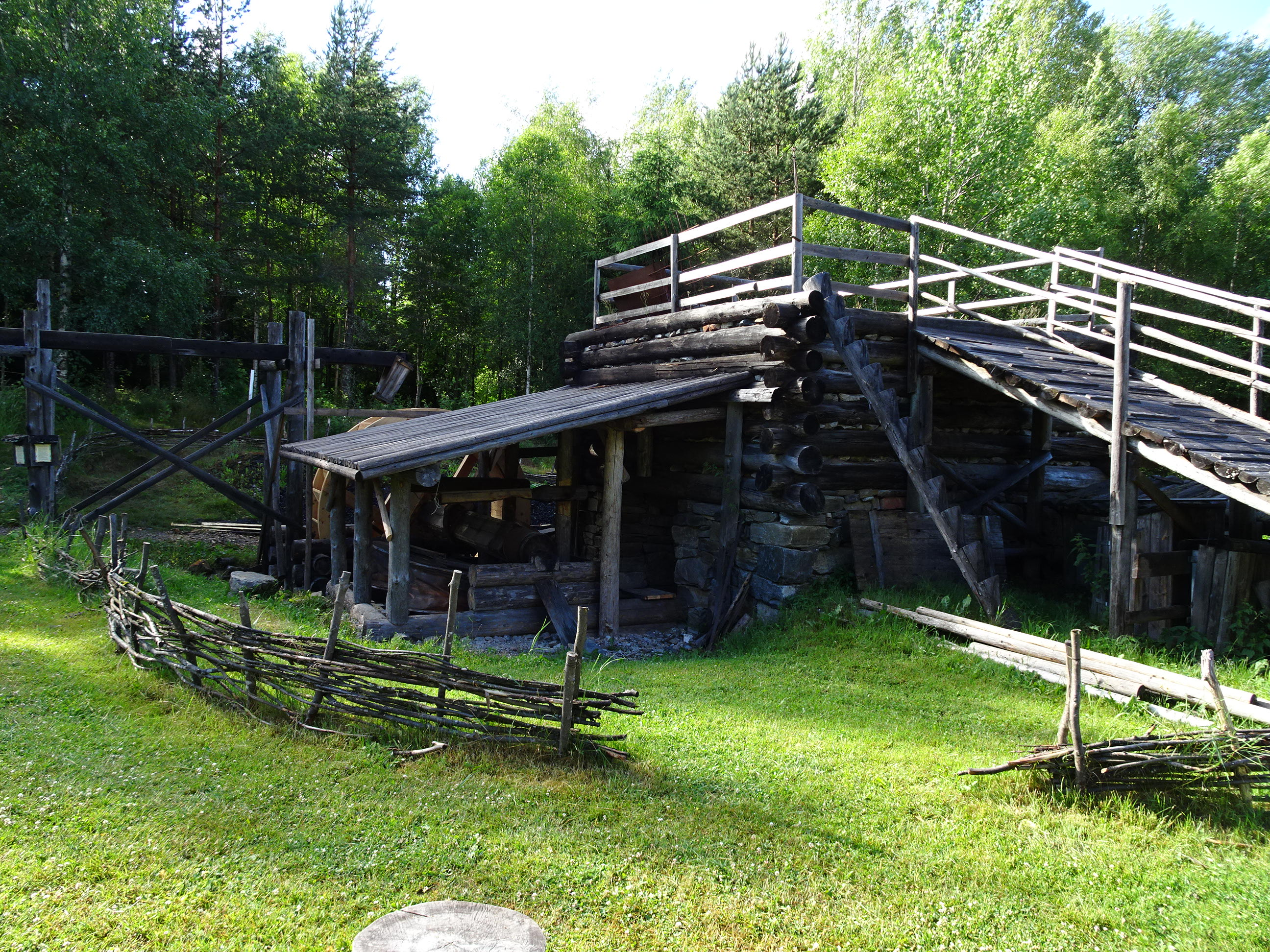
El alto horno de Nya Lapphyttan.
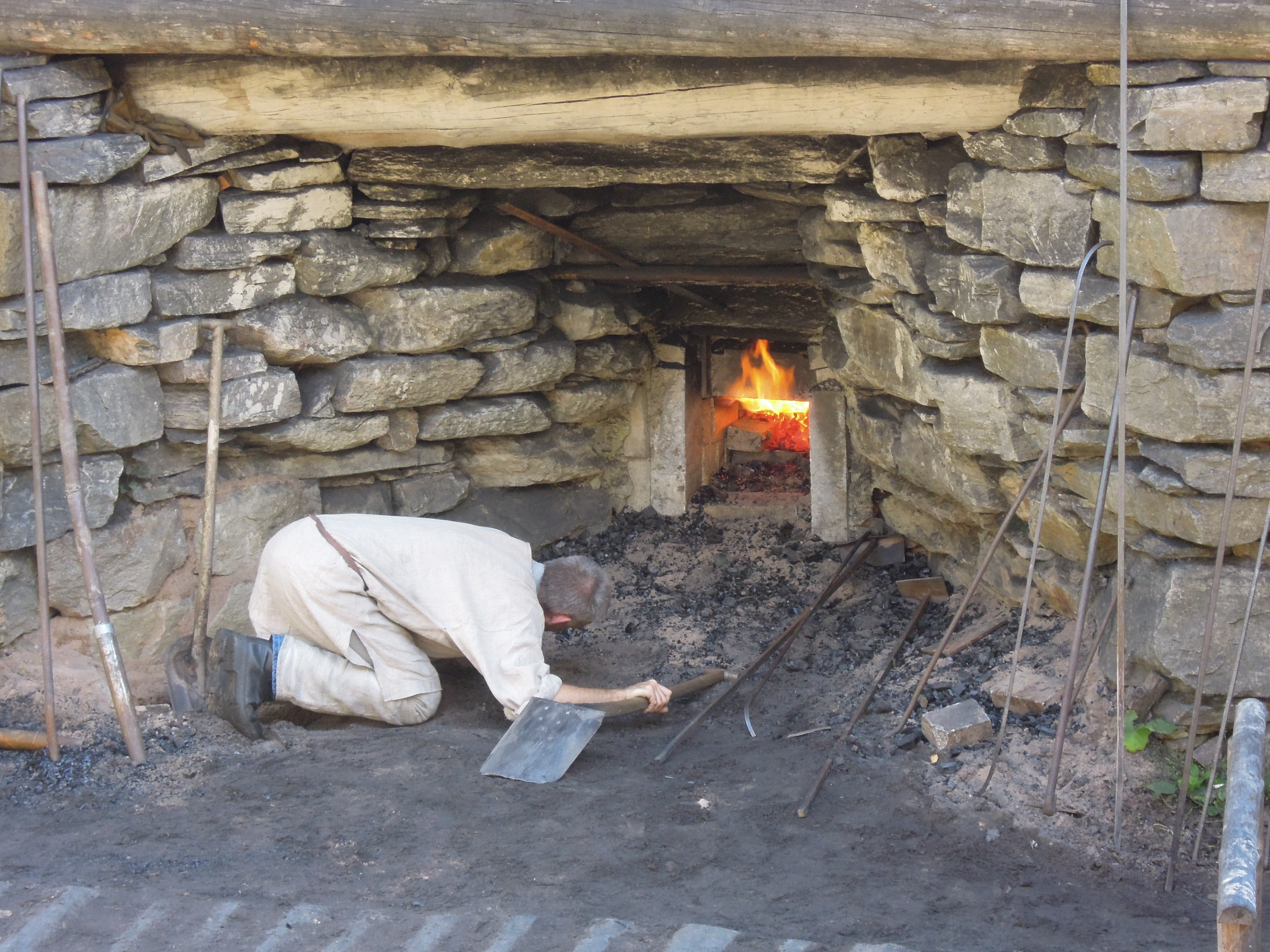
Una vista del crisol de alto horno en 2012, antes de la colada de arrabio
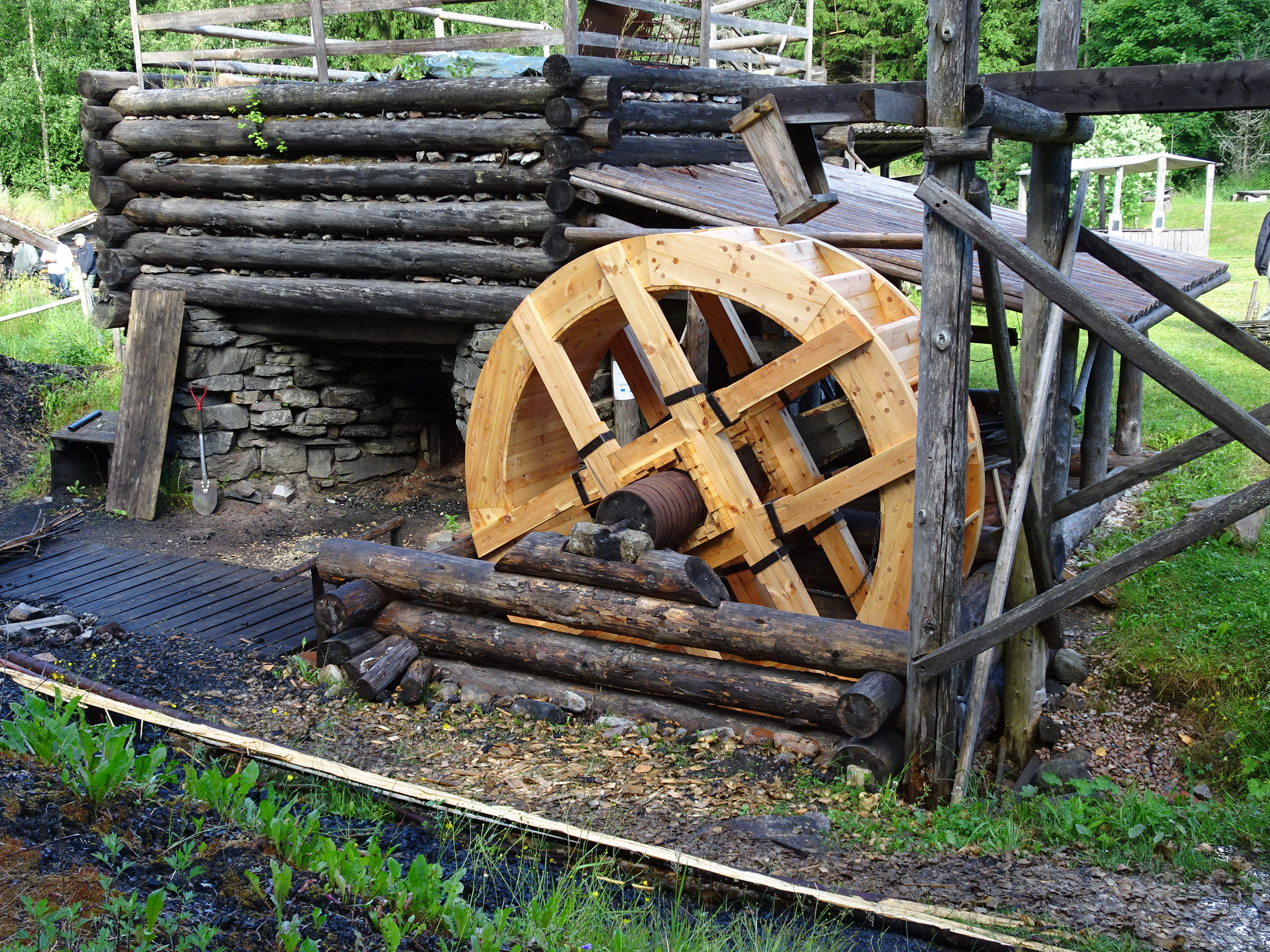
El nuevo impulsor montado en 2016